# Tomohiko Ito
Tomohiko Ito (伊藤 友彦 Ito Tomohiko?), född 28 maj 1978 i Osaka prefektur, är en japansk före detta fotbollsspelare.
Ito började sin karriär 1997 i Nagoya SC. 1999 flyttade han till Ventforet Kofu. Efter Ventforet Kofu spelade han för Shonan Bellmare och Cerezo Osaka. Han avslutade karriären 2010.